# 今井佑海
今井 佑海（いまい うみ、2000年12月12日 - ）は、日本の女子レスリング選手。京都府出身。階級は55g級。

## 来歴
京都海洋教室でレスリングを始めた。海洋高校2年の時にはインターハイとアジアカデット選手権の53㎏級で優勝した。3年の時にはインターハイで2連覇すると、アジアジュニア選手権と世界ジュニア選手権でも優勝した。2019年に日大へ進学すると、1年の時にはアジアジュニア選手権で2連覇すると、全日本学生選手権でも優勝した。3年の時には全日本選抜選手権の55㎏級決勝で育英大学1年の櫻井つぐみに敗れて2位だったが、全日本選手権と全日本学生選手権で優勝した。4年の時には全日本学生選手権で2位だったが、アジア選手権では優勝した。2023年には自衛隊体育学校の所属となると、U-23世界選手権で優勝した。

## 主な戦績
- 2015年 -　ジュニアクイーンズカップ 中学生の部　優勝（40kg級）
- 2016年 -　ジュニアクイーンズカップ カデットの部　2位（46kg級）
- 2016年 -　JOC杯カデットの部　2位（46kg級）
- 2016年 -　アジアカデット選手権　2位（46kg級）
- 2017年 -　ジュニアクイーンズカップ カデットの部　2位（52kg級）
- 2017年 -　JOC杯カデットの部　優勝（52kg級）
- 2017年 -　アジアカデット選手権　優勝（52kg級）
- 2017年 -　インターハイ　優勝（52kg級）
- 2017年 -　全日本女子オープン選手権（高校生の部）　優勝（52kg級）

以降は53㎏級での戦績
- 2018年 -　クリッパン女子国際大会　2位
- 2018年 -　ジュニアクイーンズカップ ジュニアの部　2位
- 2018年 -　JOC杯ジュニアの部　優勝
- 2018年 -　全日本選抜選手権　3位（55kg級）
- 2018年 -　アジアジュニア選手権　優勝
- 2018年 -　インターハイ　優勝
- 2018年 -　世界ジュニア選手権　優勝
- 2018年 -　全日本女子オープン選手権（シニアの部）優勝
- 2018年 -　全日本選手権　3位
- 2019年 -　クリッパン女子国際大会　優勝
- 2019年 -　ジュニアクイーンズカップ ジュニアの部　2位
- 2019年 -　アジアジュニア選手権　優勝
- 2019年 -　全日本学生選手権　優勝
- 2019年 -　東京オリンピックテスト大会　優勝
- 2019年 -　全日本女子オープン選手権（シニアの部）優勝
- 2019年 -　全日本選手権　3位
- 2020年 -　ヤリギン国際大会　優勝

以降は55㎏級での戦績
- 2020年 -　全日本選手権　3位
- 2021年 -　全日本選抜選手権　2位
- 2021年 -　全日本学生選手権　優勝
- 2021年 -　全日本選手権　優勝
- 2022年 -　アジア選手権　優勝
- 2022年 -　全日本学生選手権　2位
- 2023年 -　ジュニアクイーンズカップ U23の部　優勝
- 2023年 -　全日本選抜選手権　3位（57kg級）
- 2023年 - U-23世界選手権　優勝
- 2023年 -　全日本選手権　3位
- 2024年 -　全日本選抜選手権　2位

（出典）